# Antonina Girycz

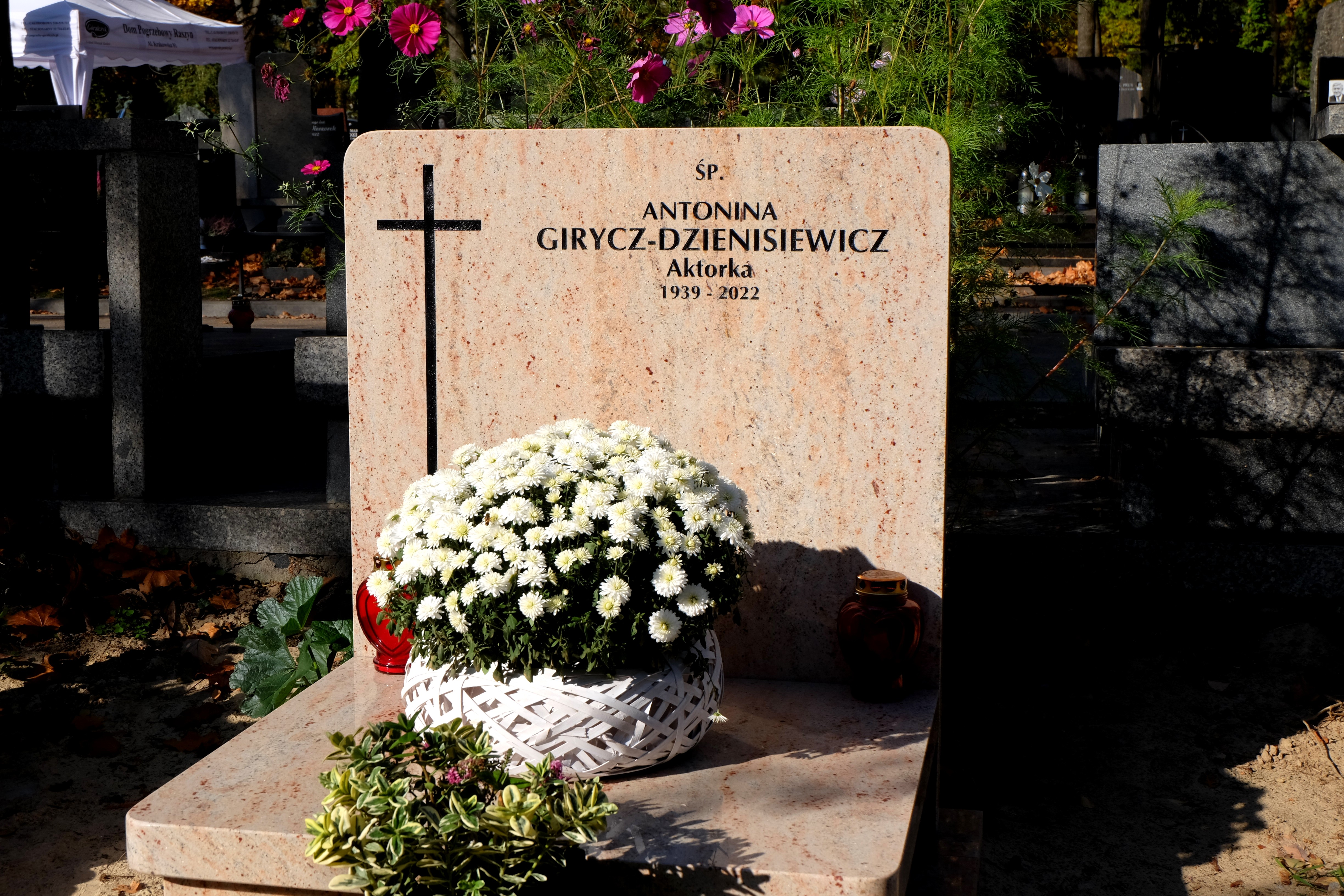
Grób Antoniny Girycz-Dzienisiewicz na Cmentarzu Wojskowym na Powązkach

Antonina Girycz-Dzienisiewicz (ur. 20 lutego 1939 w Berdyczowie, zm. 19 stycznia 2022) – polska aktorka.

## Wykształcenie
Absolwentka Studia Dramatycznego we Wrocławiu (1959). Debiutowała w teatrze 1 lipca 1959.
3 lutego 2022 została pochowana na Cmentarzu Wojskowym na Powązkach w Warszawie.

## Teatr
Źródło: Encyklopedia Teatru Polskiego
- Teatry Dramatyczne we Wrocławiu: 1959–1960
- Teatr im. Wojciecha Bogusławskiego w Kaliszu: 1960–1961
- Teatr Ziemi Lubuskiej w Zielonej Górze: 1961–1964
- Teatry Dramatyczne we Wrocławiu: 1964–1967
- Teatr Współczesny w Warszawie: 1967 do 2001

## Filmografia
| Filmy fabularne     |                                   |                                    |                                                                     |
| Rok                 | Tytuł                             | Reżyser                            | Rola                                                                |
| 1965                | Katastrofa                        | Sylwester Chęciński                | projektantka Ewa                                                    |
| 1967                | Długa noc                         | Janusz Nasfeter                    | córka Szymańskich                                                   |
| 1968                | Mistrz tańca                      | Jerzy Gruza                        | b.d.                                                                |
| 1969                | Polowanie na muchy                | Andrzej Wajda                      | szefowa Włodka                                                      |
| 1974                | Bilans kwartalny                  | Krzysztof Zanussi                  | koleżanka Marty                                                     |
| 1977                | Akcja pod Arsenałem               | Jan Łomnicki                       | kobieta dzwoniąca w lokalu                                          |
| 1978                | Okruch lustra                     | Andrzej Zajączkowski               | Tarkowska, matka Krysi                                              |
| 1980                | Mniejsze niebo                    | Janusz Morgenstern                 | kobieta na przyjęciu                                                |
| 1980                | Bez miłości                       | Barbara Sass                       | sekretarka dyrektora przedsiębiorstwa                               |
| 1981                | Yokohama                          | Paweł Kuczyński                    | b.d.                                                                |
| 1982                | Przesłuchanie                     | Ryszard Bugajski                   | więźniarka, "starsza" celi                                          |
| 1984                | Przyspieszenie                    | Zbigniew Rebzda                    | 2 role: urzędniczka, aktorka w cyrku                                |
| 1985                | Lustro                            | Krzysztof Iwanowski                | żona Pankowa                                                        |
| 1986                | Weryfikacja                       | Mirosław Gronowski                 | kelnerka Krysia                                                     |
| 1986                | Republika nadziei                 | Zbigniew Kuźmiński, Karol Chodura  | pani Irma, właścicielka hotelu "Pod Pocztylionem"                   |
| 1988                | Pięć minut przed gwizdkiem        | Mirosław Gronowski                 | Elżbieta Misiakowa                                                  |
| 1989                | Ostatni dzwonek                   | Magdalena Łazarkiewicz             | matka Jackowskiego                                                  |
| 1990                | Historia niemoralna               | Barbara Sass                       | redaktorka w tv na próbie "Antygony"                                |
| 1991                | V.I.P.                            | Juliusz Machulski                  | teściowa Agnieszki                                                  |
| 1991                | Tak tak                           | Jacek Gąsiorowski                  | redaktorka w telewizji                                              |
| 1991                | Rozmowy kontrolowane              | Sylwester Chęciński                | żona Jarząbka                                                       |
| 1994                | Panna z mokrą głową               | Kazimierz Tarnas                   | właścicielka sklepu w Zakopanem                                     |
| 1995                | Gracze                            | Ryszard Bugajski                   | członek sztabu wyborczego Wałęsy                                    |
| 1997                | Ostatni krąg                      | Krzysztof Zanussi                  | sekretarka                                                          |
| 1997                | Musisz żyć                        | Konrad Szołajski                   | kobieta na dworcu                                                   |
| 1997                | Łóżko Wierszynina                 | Andrzej Domalik                    | bufetowa                                                            |
| 2008                | Kochaj i tańcz                    | Bruce Parramore                    | starsza pani                                                        |
| Seriale telewizyjne |                                   |                                    |                                                                     |
| Rok                 | Tytuł                             | Reżyser                            | Rola                                                                |
| 1974–1977           | Czterdziestolatek                 | Jerzy Gruza                        | koleżanka z pracy Magdy Karwowskiej                                 |
| 1976                | Daleko od szosy                   | Zbigniew Chmielewski               | lekarka badająca Przemka (odc. 7)                                   |
| 1979                | Doktor Murek                      | Witold Lesiewicz                   | sekretarka Holbeina (odc. 2)                                        |
| 1980                | Punkt widzenia                    | Janusz Zaorski                     | wynajmująca mieszkanie (odc. 2)                                     |
| 1980                | Dom                               | Witold Lesiewicz                   | pacjentka w szpitalu przeciwgruźliczym (odc. 5)                     |
| 1981                | 07 zgłoś się                      | Krzysztof Szmagier                 | Kępińska, sąsiadka Nawrockiej (odc. 12)                             |
| 1986                | Zmiennicy                         | Stanisław Bareja                   | kadrowa Biernacka (odc. 4 i 9)                                      |
| 1987                | Rzeka kłamstwa                    | Jan Łomnicki                       | Kołtoniakowa, prowadząca kurs kroju (odc. 6)                        |
| 1987                | Komediantka                       | Jerzy Sztwiertnia                  | piosenkarka w lokalu                                                |
| 1987                | Dorastanie                        | Mirosław Gronowski                 | urzędniczka w biurze zatrudnienia (odc. 2 i 3)                      |
| 1988                | Królewskie sny                    | Grzegorz Warchoł                   | zakonnica, opiekunka chorej Jadwigi (odc. 6 i 7)                    |
| 1988–1990           | W labiryncie                      | Paweł Karpiński                    | b.d.                                                                |
| 1989                | Modrzejewska                      | Jan Łomnicki                       | uczestniczka zebrania sufrażystek (odc. 6)                          |
| 1990                | Dziewczyna z Mazur                | Julian Dziedzina                   | matka Marty                                                         |
| 1990                | Dom na głowie                     | Grzegorz Kędzierski                | pani Popławska (odc. 7)                                             |
| 1993                | Zespół adwokacki                  | Andrzej Kotkowski                  | sprzedawczyni domu w Aninie (odc. 1)                                |
| 1993                | Czterdziestolatek. 20 lat później | Jerzy Gruza                        | koleżanka Magdy Karwowskiej w laboratorium                          |
| 1994                | Panna z mokrą głową               | Kazimierz Tarnas                   | właścicielka sklepu w Zakopanem (odc. 6)                            |
| 1996                | Awantura o Basię                  | Kazimierz Tarnas                   | nauczycielka w szkole                                               |
| 1997                | Boża podszewka                    | Izabella Cywińska                  | Wela (odc. 2 i 3)                                                   |
| 1997                | 13 posterunek                     | Maciej Ślesicki                    | matka Fryderyka (odc. 6)                                            |
| 1998–1999           | Romantyczne podróże do Polski     | Mariusz Malinowski                 | b.d.                                                                |
| 1999                | Tygrysy Europy                    | Jerzy Gruza                        | Dąbrowska, sąsiadka Moniki                                          |
| 2000                | Pucuś                             | Andrzej Zaorski                    | Rutkowska, dyrektorka banku                                         |
| 2001                | Na dobre i na złe                 | Teresa Kotlarczyk                  | pacjentka Stefania (odc. 82)                                        |
| 2002–2007           | Samo życie                        | różni                              | Helena Poleszuk, zastępca dyrektora CVIII Liceum Ogólnokształcącego |
| 2004                | Pensjonat pod Różą                | Teresa Kotlarczyk                  | Barbara Kakietek, matka Jacka (odc. 33 i 35)                        |
| 2004–2006           | Bulionerzy                        | Andrzej Kostenko, Grzegorz Warchoł | hrabina Lubecka                                                     |
| 2005                | Niania                            | Jurek Bogajewicz                   | niania Klara Przytyk (odc. 6)                                       |
| 2007                | Mamuśki                           | Andrzej Kostenko                   | Nina Dowgiałło-Nowosielska-Mruk (odc. 4)                            |
| 2008–2009           | Teraz albo nigdy!                 | Grzegorz Kuczeriszka               | sekretarka Bartosza Wróblewskiego                                   |
| 2008                | Hotel pod żyrafą i nosorożcem     | Marek Stacharski                   | pani Halinka (odc. 11)                                              |
| 2009                | Na dobre i na złe                 | Grzegorz Lewandowski               | Wioletta Krzyżanowska, siostra Julii (odc. 383)                     |
| 2009                | 39 i pół                          | Mitja Okorn                        | Tamara, żona majora Chełko (odc. 17)                                |
| 2010–2011           | Usta usta                         | różni                              | Zofia Nowak, matka Piotra                                           |
| 2010                | Barwy szczęścia                   | Kinga Dębska                       | pani Nina (odc. 485, 496 i 526)                                     |
| 2011                | Rodzinka.pl                       | Patrick Yoka                       | ciotka Teresa (odc. 44)                                             |
| 2011–2012           | M jak miłość                      | różni                              | Irena Malanowska, partnerka Tadeusza Budzyńskiego                   |
| 2012                | Reguły gry                        | Bartłomiej Ignaciuk                | Szymańska (odc. 13)                                                 |
| 2012–2013           | Przepis na życie                  | różni                              | Rita Hałas                                                          |
| 2012, 2014          | Piąty Stadion                     | Tomasz Konecki                     | 2 role: Marta, ciocia Aleksa (odc. 58); babcia (odc. 135)           |

## Polski dubbing
- 2013: Kraina lodu – Gerda
- 2012: Merida Waleczna – wiedźma
- 2010: Miś Paddington
- 2010: Harry Potter i Insygnia Śmierci: Część 1 – ciotka Muriel
- 2010: Jak ukraść księżyc – matka Gru
- 2008: Nieidealna – Dyrektorka Brandywine
- 2007: Przygody Sary Jane
- 2005: Charlie i fabryka czekolady – Babcia Georgina
- 2005: Szeregowiec Dolot
- 2004: Mulan II
- 2004: Lucky Luke – Mama Dalton
- 2003: Atlantyda: Powrót Milo – Pani Packard
- 2003: Piotruś Pan – Pani Fulsom
- 2003: Mali agenci 3D: Trójwymiarowy odjazd
- 2002: Mali agenci 2: Wyspa marzeń
- 2001: Atlantyda – Zaginiony ląd – Pani Packard
- 2000: Królowie i królowe – Królowa Chlip-Chlip
- 2000: Uciekające kurczaki – Pani Tweedy
- 1999–2002: Chojrak – tchórzliwy pies – mama Eustachego
- 1998: O wielkim wstydzie w Czternaście bajek z Królestwa Lailonii Leszka Kołakowskiego – Wróżka
- 1998: Mulan – Swatka
- 1998: Zabić Sekala – Maria
- 1997–1998: Pippi – Pani Priselius
- 1997: Herkules – Kloto
- 1997: Batman i Robin
- 1997: Świat królika Piotrusia i jego przyjaciół
- 1996–2000: W jeżynowym grodzie
- 1996–1998: Mała księga dżungli – Mahra
- 1993–1994: Droopy, superdetektyw – Edna
- 1992–1998: Bajki zza okna – głosy postaci animowanych
- 1992–1994: Mała Syrenka – Czarownica (odc. 11)
- 1987–1990: Kacze opowieści (nowa wersja dubbingowa z 2007 roku) – mama Hydranta
- 1968: Cudowna lampa Aladyna
- 1960–1966: Flintstonowie

## Nagrody
- Nagrodzona za rolę Magdy w Kondukcie Drozdowskiego w Teatrze Ziemi Lubuskiej na II Kaliskich Spotkaniach Teatralnych (1962).

## Życie prywatne
Była żona Macieja Dzienisiewicza – aktora i reżysera.